# Linda Mackenzie
Linda June Mackenzie (Mackay, 14 de diciembre de 1983) es una nadadora australiana especializada en pruebas de estilo libre, donde consiguió ser campeona olímpica en 2008 en los relevos 4 × 200 metros.

## Carrera deportiva
En los Juegos Olímpicos de Pekín 2008 ganó la medalla de oro en los relevos de 4 × 200 metros estilo libre, con un tiempo de 7:44.31 segundos que fue récord del mundo, por delante de China y Estados Unidos (bronce).